# غربي بعلبك
قديمة تلك، قدم لبنان، منذ كان، على مر الزمان، قائمة تتهادى، عند طرف ذلك السهل الممتد، على سعة ورحب، كيان يستمد من السماء الحنان، ماء سلسبيل، وسهل معطاء في حمله، كريم جواد، سخي بخيرات وخيرات.
إنها قرى غربي بعلبك، المنتشرة عند حدود التقاء السهل بالجبل، إلى الغرب من مدينة الشمس الأسطورية هيليوبوليس، ترتاح هناك، ترقب السهل يموج بالإخضرار، والنهر يترقرق بالمياه، وكسروان المنتصب بعنفوان، تستقبل الشمس في إشراقتها، فإذا المرتفعات خلفها، جبلا مشمسا. تشرق فيه بلدة شمسطار, ويتألق الحجر الأحمر في هضاب دير الأحمر, ويبرز العطاء الكثير في بوداي، غنى ووفرا وثروة، ويستفيق الزرزور من غفوة الليل، لينشد سمفونية الفجر في الزرازير، يحاكي قرية الحاكم العادل في فصل الخصام والمنازعات في كفردان، وتعج بأهاليها بين أشجار المشمش والحور فلاوي في محطتها عبر التاريخ، ويحلق الطير الأصفر في مجال رحب الأجواء في الصفرا، يتطلع إلى شربة ماء قراح في أرض العيون عيناتا، ومقلع الحجارة القديم، يروي ويحكي ويجسد حقب التاريخ في كفردبش، وتتغنى بين مثيلاتها، وتعتز في زراعتها القديمة، زراعة الفستق، الحدث, التي أخذت صفتها عبر التاريخ منه، فكانت حدث الفستق، ومن ثم حدث بعلبك، في رحابها يقام للنبوة مقام، تتجسد فيه خوارق الطبيعة، وتتراءى منه معجزات السماء، فكان العيد الأول، رأس العياد، في قرية النبي رشادي، وتقام بتدعي وتنتفض من خرابها القديم لتحاكي الحياة بالحياة، تتناغم مع شليفا القائمة عند حرف الجبل المطل على بعلبك، وتسوى وتمهد في حالة انبساط طبوغرافي بشوات، وإذا مزارع منتشرة تحمي شريط القرى من غوائل الدهر، وهجوم الوحوش من الجبال، فلإلتصقت هناك مزارع بيت مشيك وسويدان وسليم وغيرها، والكل في حركته الدائبة اليومية، ينهل كلما اشتد القيظ ولاح الظمأ، من مياه اليمونة بلد المياه الفوارة. وتمتد قرى غربي بعلبك، لتتواصل فيما بينها، بالعقيدية النموذج الجديد الوافد من شمسطار، إلى بلدة بيت شاما, المتصلة ببلدة قصرنبا المتربعة فوق الجبل، فبدنايل البلدة المتسعة لتواكب المدينة، وليس انتهاء بتمنين ذات البلدتين الفوقا والتحتا، بآثارها القديمة.
قرى غربي بعلبك، عريقة في التاريخ، عرفت في عهد الفينيقيين، وفي عهد العبرانيين، وفي عهد اليونانيين، وفي عهد الرومانيين، وصولا إلى العهد العربي، فيومنا هذا. مرت بها شعوب، وسكنتها أجيال، وبقيت رغم صروف الدهر,
وشدة النوائب. فزالت الدول التي كانت أشد منها وأقوى، في ظل جيوش لها جرارة. فلإذا الجيوش تباد وتفنى، وتفنى بفنائها الدول التي التي استمدت منها سؤددا وسلطانا. وإذا قرى غربي بعلبك صامدة تتحدى، كأعمدة مدينة الشمس، أبدا وأبدا، عالقة بعنفوان أبنائها في السماء، تحاكي قمم كسروان والمنيطرة، ومسمرة في ذلك المكان في الأرض، مشبثة بالسهل الإهراء.
في الزمان، وفي المكان، قرى غربي بعلبك، لها ماض عريق، نعمت فيه بعمق، في مجال العبادة، حلو جلل، مزارات ومقامات لأنبياء وصالحين وقديسين، من ربوع عيناتا، حيث أقام أتباع مار مارون. إلى محيط حدث بعلبك، حيث تعانق الأرواح في قمة جبلها بين مسجد وكنيسة الولي أحمد الضايع، مرورا بمقام النبي يوسف في كفردان، والنبي رشادي، والنبي سامي في شمسطار، ومزاري النبي صادق وعطاف في بوداي، وكنائس عجائبية في بشوات، وفي دير الأحمر تحاكي ما تجسد في كفردبشوطاريا من مظاهر الإيمان. عند مياه النبي نجوم، ورجوم كفردبش.
أجل، ففي قرى غربي بعلبك، من آثار ومخلفات تاريخية، ما يحملنا على التأمل بعمق، والتوغل في ثنايا التاريخ، نستنطق حقبه، نستقريء خفاياه. نرقب ما بقي هنا وهناك من آثار كثيرة، أكثر مما نتوقع. منها ما هو ظاهر قائم، ومنها ما هو في حالة مغمورة في باطن الأرض، ومعظمها احتوى على هياكل ومعابد وقلاع لا تزال أنقاضها بادية للعيان في بشوات وعيناتا وحدث بعلبك والنبي رشادي ودير الأحمر والسلوقي وكفردان وفلاوي وشليفا واليمونة.